# OJG Klal Yisrael
De Open Joodse Gemeente (Kehille) Klal Yisrael, kortweg ook wel aangeduid als Klal Yisrael, (Hebreeuws: Heel het Volk Israël) is een progressief-joodse gemeente in Delft (synagoge Koornmarkt 12). Zij is bij de Joodse Reconstructionistische Beweging ('Reconstructing Judaism') aangesloten.
Klal Yisrael bestaat sinds eind 2005 en heeft haar thuis in de ruim 150 jaar oude synagoge aan de Koornmarkt in Delft. De kille (van het Hebreeuwse kehilla, gemeente) is sinds 2009 onderdeel van 'Reconstructing Judaism' en rechtsvoorganger Jewish Reconstructionist Communities, een beweging die een eigentijdse en tamelijk vrijzinnige benadering van het Jodendom paart aan sterke verbondenheid met Joodse tradities en historische wortels.
Klal Yisrael is een egalitaire gemeente, waarin alle leden, ongeacht hun geslacht of seksuele geaardheid, gelijkwaardig zijn. Ook staat Klal Yisrael opener voor mensen die niet halachisch Joods zijn, maar wel via bijvoorbeeld een Joodse vader of grootouder sterk verbonden zijn met het jodendom, en wie een Joodse vader heeft én een Joodse opvoeding genoot, is voor Klal Yisrael volledig Joods. Klal Yisrael biedt overigens, voor wie dat wenst en -mits voldoende gemotiveerd- toegelaten wordt, een mogelijkheid gioer (de overgang naar het Joodse geloof) te doen.
Hannah Nathans is met ingang van het Joodse jaar 5777 (per 2 oktober 2016) rabbijn van Klal Yisrael. Rabbijn Nathans ontving haar smicha van Aleph, en is lid van de Reconstructionist Rabbinical Association (RRA)